# The Sidewinder Sleeps Tonite
"The Sidewinder Sleeps Tonite" é uma canção da banda de rock alternativo estadunidense R.E.M. feita para o oitavo álbum de estúdio da banda, Automatic for the People, lançado em 1992. A música foi lançada como single em 1993. Ficou em 17º lugar nas paradas do Reino Unido. Foi incluída na sétima compilação da banda, In Time: The Best of R.E.M. 1988-2003, lançada em 2003.

## Posição nas paradas semanais
| Parada (1993)                                  | Melhor posição |
| ---------------------------------------------- | -------------- |
| Austrália (ARIA)                               | 99             |
| Bélgica (Ultratop 50 de Flandres)              | 40             |
| Canadá (RPM Top Singles)                       | 60             |
| Europa (Eurochart Hot 100)                     | 41             |
| Alemanha (Offizielle Deutsche Charts)          | 61             |
| Islândia (Íslenski Listinn Topp 40)            | 1              |
| Irlanda (IRMA)                                 | 13             |
| Países Baixos (Single Top 100 Tipparade)       | 14             |
| Nova Zelândia (Recorded Music NZ)              | 29             |
| Reino Unido (UK Singles Chart)                 | 17             |
| Estados Unidos (Billboard Alternative Airplay) | 24             |
| Estados Unidos (Billboard Mainstream Rock)     | 28             |

| Parada (1993)                       | Posição |
| ----------------------------------- | ------- |
| Islândia (Íslenski Listinn Topp 40) | 3       |